# Босанці (Босилєво)
45°26′ пн. ш. 15°16′ сх. д. / 45.44° пн. ш. 15.26° сх. д.
Босанці (хорв. Bosanci) — населений пункт у Хорватії, у Карловацькій жупанії у складі громади Босилєво.

## Населення
Населення за даними перепису 2011 року становило 40 осіб.
Динаміка чисельності населення поселення: